# Скрипаль на даху (фільм)
«Скрипаль на даху» (англ. Fiddler on the Roof) — американський музичний кінофільм канадського режисера Нормана Джевісона (Джуїсона). 
Екранізація твору Джозефа Стайна, заснованого на розповідях Шолом-Алейхема про молочара Тев'є, що філософствує. Фільм отримував такі нагороди — чотири премії «Оскар»: екранізація, найкраща  операторська робота, найкращий звук і найкраща музика та «Золотий глобус»: найкращий фільм (комедія або мюзикл).

## Сюжет
Дія відбувається на теренах України, в селі під назвою Анатевка, у 1905 році. Село розділено на дві частини: українську (руську) і єврейську. Представник єврейської половини Тев'є (Тев'є-молочар) живе бідно, при цьому маючи зі своєю дружиною Ґолдою п'ятьох доньок. Не маючи можливості наділити їх всіх приданим, батьки покладають великі надії у цій справі на сільську сваху Енту. Середня донька закохується в українського (руського) хлопця Федьку і хоче заміж саме за нього. Незабаром євреїв Анатевки сповіщають, що вони повинні виїхати з села, або їх виселить царська влада. Родина Тев'є роз'їжджається — хто до Америки, хто у Харків.

## У ролях
- Хаїм Тополя[en] — Тев'є
- Норма Крейн[en] — Голда
- Леонард Фрей[en] — Мотл
- Моллі Пікон[en] — Ента
- Роджер Ллойд-Пак[en] — д'як
- Пол Майкл Глейзер[en] — Перчик, революціонер
- Мішель Марш[en] — Ходел

## Музичні номери
1. «Prologue / Tradition»[en] — Тев'є і компанія
2. «Matchmaker, Matchmaker»[en] — Цейтель, Ходел, Хава, Шпрінце, і Бєлке
3. «If I Were a Rich Man»[fr] — Тев'є
4. «Sabbath Prayer» — Тев'є, Голда, і хор
5. «To Life»[en] — Тев'є, Лазар Вульф, і чоловіча компанія
6. «Tevye's Monologue (Tzeitel and Motel)» — Тев'є
7. «Miracle of Miracles» — Мотел
8. «Tevye's Dream» — Тев'є, Голда, бабуля Цейтель, рабин, Фрума-Сара, і хор
9. «Sunrise, Sunset»[en] — Тев'є, Голда, Перчик, Ходел, і хор
10. «Wedding Celebration / The Bottle Dance»
11. «Entr'acte» — оркестр
12. «Tevye's Monologue (Hodel and Perchik)» — Тев'є
13. «Do You Love Me?»[en] — Тев'є та Голда
14. «Far from the Home I Love» — Ходел
15. «Chava Ballet Sequence (Little Bird, Little Chavaleh)» — Тев'є
16. «Tevye's Monologue (Chava and Fyedka)» — Тев'є
17. «Anatevka» — Тев'є, Голда, Лазар Вульф, Янте, Мендел, Мордча, і компанія